# El Coyote (Guanajuato)
El Coyote es una localidad del estado mexicano de Guanajuato. Es parte del municipio de Guanajuato.

## Demografía
| Gráfica de evolución demográfica |
|                                  |

| Censo | Población |
| ----- | --------- |
| 1900  | 180       |
| 1910  | 210       |
| 1921  | 134       |
| 1930  | 244       |
| 1940  | 257       |
| 1950  | 293       |
| 1960  | 334       |
| 1970  | 370       |
| 1980  | 433       |
| 1990  | 465       |
| 2000  | 691       |
| 2010  | 576       |
| 2020  | 1 023     |